# 唐钱婷
唐钱婷（2004年3月14日—），上海人，中国女子游泳运动员，主攻蛙泳。早年在在长宁区游泳学校学习游泳，大学就读于上海交通大学。她曾获得2021年世界短道游泳錦標賽女子100米蛙泳冠军。她也参加了2020年夏季奥林匹克运动会女子100米蛙泳和女子4×100米混合泳接力两个小项。
2024年2月13日，唐钱婷在多哈游泳世锦赛比赛中的女子100米蛙泳决赛中摘金，夺得职业生涯首个世锦赛冠军。2月19日，唐钱婷以29秒51的成绩获得女子50米蛙泳银牌。
2024年4月20日，唐钱婷在2024全国游泳冠军赛暨巴黎奥运会选拔赛的女子100米蛙泳半决赛中游出1分04秒68的成绩。这一成绩創下了亚洲纪录。